# Мансур Арслан-хан
Мансур Арслан-хан (д/н — 1024) — великий каган Караханідської держави в 1017—1024 роках. Повне ім'я Нур ад-Дін Мансур Арслан-хан Абу'л-Музаффар.

## Життєпис
Походив з династії Караханідів. Син великого кагана Алі Арслан-хана. Після смерті останнього 998 року був вірним помічником брата Ахмада, що став новим великим каганом.
1013 року призначається ілеком (намісником) Мавераннахру. 1017 року після смерті Ахмада стає великим каганом. Невдовзі призначає богра-ханом (молодшим правителем) свого небожа Мухаммад Тоган-хана, який відповідав за східні володіння. Невдовзі останній вступив у протистояння з Юсуф Кадир-ханом, правителем Хотану. Боротьба з останнім тривала до самої смерті Мансура.
На той час поглибилася криза в державі через відцентрові тенденції. У 1020 році владу в Бухарі Самарканді захопив інший небіж Мансура — Алі ібн Гасан. Спроби вибити його звідти були марними. Помер Мансур Арслан-хан 1024 року. Йому спадкував Мухаммад Тоган-хан.